# Израильское космическое агентство
Израильское космическое агентство (ивр. סוכנות החלל הישראלית‎), или Израильское агентство по использованию космоса (הסוכנות הישראלית לניצול החלל‎, сокр. סל"ה‎, произн. «сэ́ла»); также используется сокращение ISA (от англ. Israeli Space Agency) — государственное учреждение Израиля, координирующее научные и коммерческие программы исследования космоса. Основано в 1983 году. Глава — генерал-майор в отставке, профессор Ицхак Бен-Исраэль.

## История

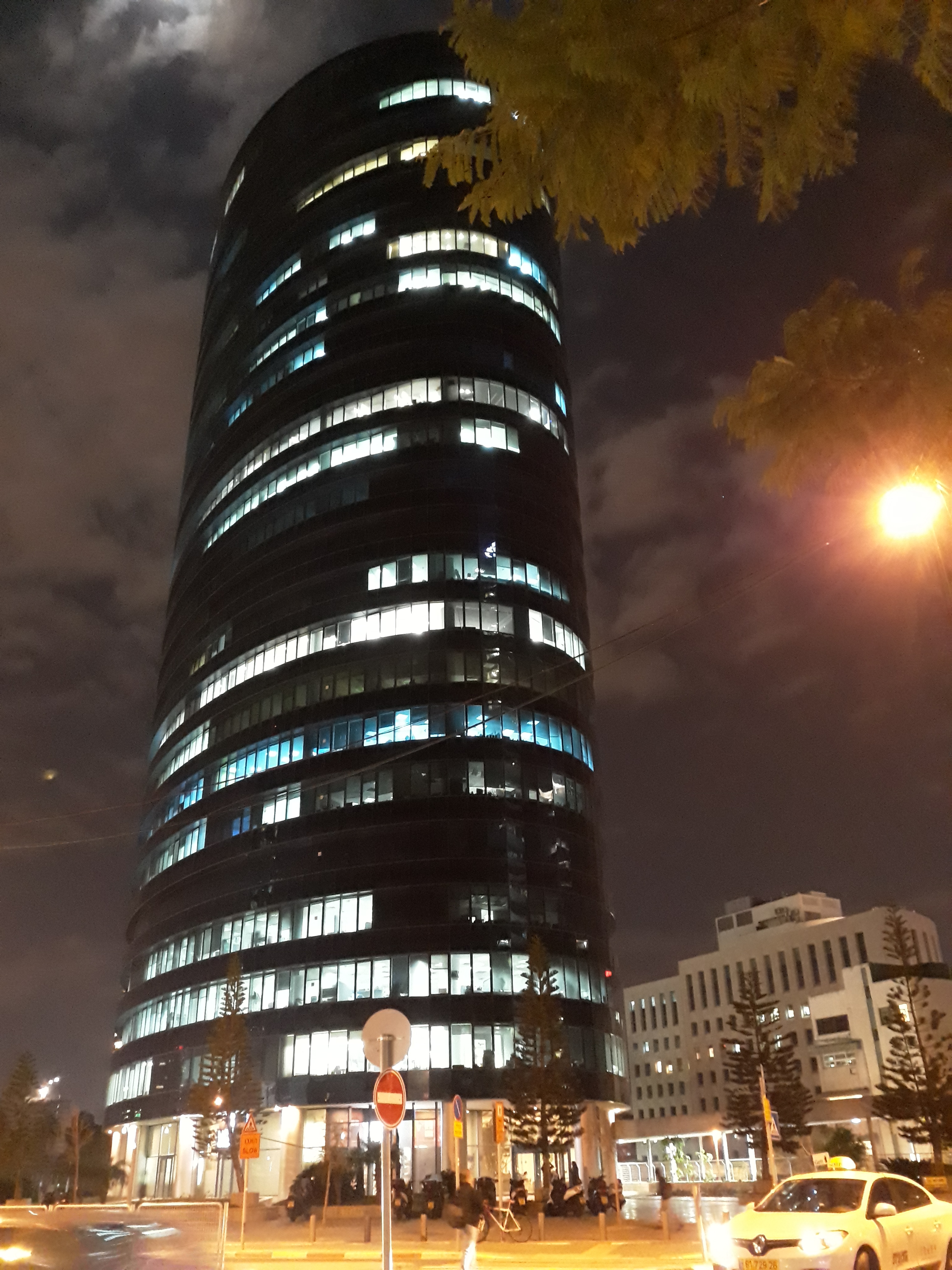
Здание израильского космического агентства

В 70-80 годах XX века Израиль приступил к созданию инфраструктуры для освоения и изучения космического пространства, разработке спутников и средств запуска. Была провозглашена цель — войти в «клуб» космических держав. 
В апреле 1983 года министр по делам науки и техники, профессор Юваль Неэман, объявил о создании учреждения, задачей которого будет руководство и координация усилий в рамках национальной космической программы. 
В 1984 году совместно с Концерном авиационной промышленности был основан Национальный центр космических знаний и подписан контракт на постройку и запуск первого разведывательного спутника. Проект увенчался успехом в 1988 году, когда был запущен первый спутник серии «Офек».
«Амос-1» был первым израильским спутником связи. Его разработка была основана на опыте создания разведывательного спутника «Офек»; аппарат массой 996 килограммов и размахом солнечных батарей в 10 метров был создан на предприятии «МАБАТ» концерна «Таасия авирит». Общая стоимость программы оценивалась в 210 миллионов долларов, из которых 40 миллионов было уплачено за запуск французской ракетой-носителем. Спутник был рассчитан на 10 лет службы. Он был запущен 16 мая 1996 года с Европейского космического центра Куру во Французской Гвиане и проработал на орбите 12 лет. Он был первым в серии, разработка которой продолжается по настоящее время.
Глава израильского космического агентства Ицхак Бен-Исраэль 20 сентября 2011 года объявил о достижении принципиального согласия с министерством финансов о выделении 300 миллионов шекелей на развитие гражданской космической отрасли на ближайшие пять лет. Как сообщает газета The Marker, в пятилетний план работы входит разработка и создание трёх новых спутников связи и одного спутника для съёмок земной поверхности, а также создание при одном из университетов НИИ космических исследований.
В 1982 году было создано Израильское космическое агентство, которое отвечает за координацию космической программы Израиля. В следующем году новый глава военной разведки Эхуд Барак приостановил все работы и выступил за свертывание всех проектов и планировал перевести выделенные финансовые ресурсы для выполнения более приоритетных задач, сказал он. Но его мнение не стало доминирующим в министерстве обороны, и в 1984 году министр обороны Моше Аренс настоял на возобновлении программы.

## Проекты
Совместное сотрудничество с зарубежными агентствами имеет значимые последствия для Израиля. Ими являются взаимные отношения между местными и международными комическими промышленностями, уменьшение бремени по затратам на разработку, использование уже достигнутых наработок для научно-исследовательских миссий, возможность быть вовлеченным в новые методы исследований и международные стандарты научных разработок. Сотрудничество Израиля направлено на развитие преимуществ в области исследования космоса, прежде всего в области миниатюризации спутников.
Израиль открыт для обмена идеями и заинтересован в сотрудничестве в разработке космических систем и подсистем, наземных станций, развитии образования и науки в области космических исследований.
Израиль вовлечён в сотрудничество с такими космическими агентствами как:
- Национальное управление по воздухоплаванию и исследованию космического пространства (НАСА)
- Европейское космическое агентство (ЕКА)
- Итальянское космическое агентство (ASI)
- Национальный центр космических исследований (Франция)
- Канадское космическое агентство (ККА)
- Индийская организация космических исследований (ISRO)
- Японское агентство аэрокосмических исследований (JAXA)
- Мексиканское космическое агентство (AEXA)

На основе международного сотрудничества осуществляются или планируются к реализации следующие проекты:
- THE Shalom Mission — совместный с Итальянским космическим агентством проект[1] по созданию спутника дистанционного зондирования Земли в области охраны окружающей среды, имеющий гиперспектральную панхроматическую камеру с пространственным разрешением 2,5 м, способную отождествлять различные руды полезных ископаемых, вегетационные изменения флоры, загрязнения земной поверхности, водоёмов и атмосферы. Начат в 2009 году на международной выставке в Ле-Бурже[2].
- ULTRASAT (An Ultraviolet Transient Astronomy Satellite) — совместный проект Института Вайцмана, IAI, JPL, Space Systems Loral, Калифорнийского технологического института и Института Карнеги. Это научный мини-спутник, несущий на борту телескоп УФ спектра с беспрецедентно широкой полосой захвата (210 квадратных градусов). Основная цель аппарата — исследование конечного цикла жизни Сверхновых и изучение окружающей среды сверхмассивных чёрных дыр в центрах галактик. Также аппарат обеспечит наблюдение в реальном времени новых источников излучения в УФ-диапазоне, включая поглощения звёзд чёрными дырами, идентификацию источников гравитационных волн и высокоэнергетических нейтронов, наблюдения переменных и поиск планет возле карликовых звёзд. Планируется к запуску на геостационарную орбиту в 2020—2021 годах[3].
- The MEPS System (Micro-Satellite Electric Propulsion System) — совместный проект с Европейским космическим агентством по улучшению параметров электрических ракетных двигателей. Проект запущен в 2013 году. Предполагаемое завершение — 2016 год[4]. Участники проекта: Rafael и Alta Company.
- VENμS (Earth observation Satellite) — израильско-французский мультиспектральный спутник ДЗЗ. Предназначен для изучения растительности на земной поверхности при помощи 12-канальной камеры. Планируется к запуску в 2016 году[5]. Участники проекта: ISA (Elbit Systems, мультиспектральная камера) и CNES (спутник и наземная станция).
- JUICE (Jupiter Icy Moons Explorer) — проект по изучения Юпитера и его естественных спутников. Совместная работа ISA,  НАСА, ЕКА и JAXA. Рассчитан на 3-годовую работу на орбите Юпитера после предполагаемого запуска в 2022 и прибытием в 2030 году. Предназначен для изучения атмосферы и магнитосферы Юпитера и гравитационного поля 3-х его лун. Также изучит ледяные структуры поверхности Ганимеда[6].

Первая израильская лунная миссия провалилась — 11 апреля 2019 года аппарат «Берешит» разбился при посадке. После этого Питер Диамандис, учредитель и глава Фонда X-Prize, вместе с известной предпринимательницей Ануше Ансари заявили в твиттере, что дадут израильскому стартапу SpaceIL 1 млн долл. на создание второго аппарата после этой попытки.